# 横山久俊
横山 久俊（よこやま ひさとし、1982年 - ）は、日本の実業家、株式会社久月代表取締役社長、久月八代目。

## 人物・経歴
1982年生まれ。東京都出身。久月七代目当主であり、現会長である横山久吉郎の長男として誕生。小学校から立教学院で学ぶ。
2005年3月、立教大学経済学部卒業。同年4月、みずほ銀行に入行。
都内の支店勤務を経て、2008年、株式会社久月に入社。仕入担当へ配属後、商品企画担当次長に着任。
2010年、執行役員に就任。総務・経理を担当するなど、多くの部門での職務を経験する。2012年、専務取締役に就任し、静岡店、草加店、箕面店、相模原店の開店に携わった。その後、社内新業務システムを導入することで物流改革を行ったのに加え、節句商品のオンラインストアでの販売など、新たな取り組みを進めている。
2019年にはEC強化を推進し、コーポレートサイトを刷新して、本店・支店のWebサイトをそれぞれ開設した。2021年、代表取締役社長に就任。
人形は、箔、漆、染色、織りなど日本の技の粋が詰まった伝統文化、技術の集大成であり、それらと一緒に受け継がれてきた日本人の心も含めて、国内外の人々に広く発信していくのが使命と捉え、日々の業務に邁進する。